# Zan TV
Zan TV är en afghansk TV-kanal. Den är inriktad på kvinnor (Zan betyder kvinna på dari och pashtu), och alla journalister, programledare, redaktörer och producenter är kvinnor. Av 70 anställda är 60 kvinnor. Antal tittare uppskattas till en miljon, och kanalen sänder 17 timmar per dag. Kanalen är reklamfinansierad. 
Najwa Alimi som arbetar som nyhetsreporter på kanalen vann Per Anger-priset 2019 för sitt journalistiska arbete.

## Källa
- Urban Hamid. ”Zan TV lyfter kvinnofrågor inför miljonpublik”. Afghanistan-nytt:  s. 18–19. Nr. 2 2019.

1. ↑  ”Per Anger-pristagaren Najwa Alimi: ”Viljan är starkare än rädslan i arbetet””. SVT Nyheter. 17 oktober 2019. https://www.svt.se/kultur/per-anger-pristagaren-najwa-alimi-viljan-ar-starkare-an-radslan-i-arbetet. Läst 2 januari 2021.